# 恋山彦
『恋山彦』（戀山彥、こいやまひこ）は、吉川英治による日本の小説、または同作を原作とした1937年（昭和12年）製作・公開、阪東妻三郎主演、マキノ正博監督による日本の剣戟映画、および1959年（昭和34年）のマキノによるセルフリメイク映画である。小説の初出は『キング』（講談社）での「昭和9年1月号」から「昭和10年3月号」まで（1934年 - 1935年）の連載、のちに阪東の三男・田村正和が舞台でリメイクした。

## 略歴・概要
『恋山彦』は、1932年（昭和7年）にあるトラブルから講談社での執筆を停止した吉川英治が、2年ぶりに執筆した作品である。同社の『キング』誌に1年間連載をして、完結した。
17世紀末、江戸（現在の東京都）と信州（現在の長野県）を舞台にした小説で、実在の人物である徳川綱吉や柳沢吉保、英一蝶らが登場するのが特徴である。
連載完結後、映画監督のマキノ正博が経営する京都の映画会社・マキノトーキー製作所が映画化権を取得し、同社の比佐芳武が脚本を執筆したが、1937年（昭和12年）4月に同社が解散、マキノは同シナリオを携えて日活入りし、入社第1作として映画化を実現した。

## 恋山彦 風雲の巻
『恋山彦 風雲の巻』（戀山彥-、こいやまひこ ふううんのまき）は、1937年（昭和12年）製作・公開、阪東妻三郎主演、マキノ正博監督による日本の剣戟映画である。
マキノトーキー製作所を同年4月に解散したマキノは、同社で企画開発していた脚本『恋山彦』を携えて、日活京都撮影所に一介の社員監督となるべく入社した。入社第1作が本作である。阪東妻三郎プロダクションを解散し、同撮影所に入社した阪東妻三郎にとっても、同社入社第1作となった。

### スタッフ・作品データ
- 製作 : 日活京都撮影所
- 上映時間（巻数） : 9巻
- フォーマット : 白黒映画 - スタンダードサイズ（1.33:1） - モノラル録音
- 初回興行 : 浅草・富士館

### キャスト
- 阪東妻三郎 - 伊那小源太 / 島崎無二斎
- 尾上菊太郎 - 将軍綱吉
- 大城龍太郎 - 鐘巻七兵衛
- 沢村国太郎 - 坂田藤十郎 / 英一蝶
- 河部五郎 - 柳沢吉保
- 市川百々之助 - 宝井其角
- 市川正二郎 - 鶴之丞
- 原駒子 - おさめの方
- 深川波津子 - 七兵衛妻八汐 / おむら
- 桜木梅子 - 大全の妻楓
- 瀬川路三郎 - 深瀬大全
- 香川良介 - 堀美作守 / 紀国屋文左衛門
- 志村喬 - 梁川甚左衛門
- 宗春太郎 - 春太郎
- 香住佐代子 - お千代
- 花柳小菊 - お品
- 磯川勝彦 - 八橋検校
- 椿三四郎 - 市川団十郎

## 恋山彦 怒濤の巻
『恋山彦 怒濤の巻』（戀山彥-、こいやまひこ どとうのまき）は、1937年（昭和12年）製作・公開、阪東妻三郎主演、マキノ正博監督による日本の剣戟映画である。

### スタッフ・作品データ
- 監督 : マキノ正博
- 脚本 : 比佐芳武
- 原作 : 吉川英治
- 音楽 : 高橋半
- 撮影 : 竹村康和
- 録音 : 金村利一
- 製作 : 日活京都撮影所
- 上映時間（巻数） : 9巻
- フォーマット : 白黒映画 - スタンダードサイズ（1.33:1） - モノラル録音
- 初回興行 : 新宿・帝都座

### キャスト
- 阪東妻三郎 - 伊那小源太 / 島崎無二斎
- 尾上菊太郎 - 将軍綱吉
- 大城龍太郎 - 鐘巻七兵衛
- 沢村国太郎 - 坂田藤十郎 / 英一蝶
- 河部五郎 - 柳沢吉保
- 市川百々之助 - 宝井其角
- 市川正二郎 - 鶴之丞
- 原駒子 - おさめの方
- 深川波津子 - 七兵衛妻八汐 / おむら
- 桜木梅子 - 大全の妻楓
- 瀬川路三郎 - 深瀬大全
- 香川良介 - 堀美作守 / 紀国屋文左衛門
- 志村喬 - 梁川甚左衛門
- 宗春太郎 - 春太郎
- 香住佐代子 - お千代
- 花柳小菊 - お品
- 磯川勝彦 - 八橋検校
- 椿三四郎 - 市川団十郎

## 1959年の映画
『恋山彦』（こいやまひこ）は、1959年（昭和34年）製作・公開、大川橋蔵主演、マキノ雅弘監督による日本の剣戟映画である。第二次世界大戦前の「マキノ正博」名義、阪東妻三郎主演作のセルフリメイクである。

### スタッフ・作品データ
- 企画 : 中村有隣
- 監督 : マキノ雅弘
- 脚本 : 比佐芳武、村松道平
- 原作 : 吉川英治
- 音楽 : 鈴木静一
- 撮影 : 吉田貞次
- 照明 : 安田与一
- 美術 : 川島泰三
- 録音 : 石原貞光
- 製作 : 東映京都撮影所
- 上映時間（巻数 / メートル） : 93分 （7巻 / 2,536メートル）
- フォーマット : フジカラー - 東映スコープ （2.35:1） - モノラル録音

### キャスト
- 大川橋蔵 - 伊那の小源太 / 島崎無二斎
- 大川恵子 - お品
- 丘さとみ - おむら
- 明石潮 - 十寸見源四郎
- 薄田研二 - 伊那禅司宗経
- 田崎潤 - 鐘巻七兵衛
- 戸上城太郎 - 深瀬大全
- 田中春男 - 矢走右近太郎
- 楠本健二 - 天堂五七郎
- 沢村精四郎 - 春太郎
- 梶すみ子 - 八汐
- 木谷マリ - お君
- 小柴幹治 - 将軍綱吉
- 柳永二郎 - 柳沢吉保
- 日高澄子 - おさめの方
- 原健策 - 市橋妥女
- 中村時之介 - 藍田橋助
- 神木真寿雄 - 大木
- 堀正夫 - 堀美作守
- 片岡栄二郎 - 堀鶴之丞
- 加賀邦男 - 村上修理
- 近江雄二郎 - 梁川甚左衛門
- 伊藤雄之助 - 英一蝶
- 矢奈木邦二郎 - 宝生勘兵衛
- 香川良介 - 紀の国屋文左衛門
- 三井京子 - お千代
- 源八郎 - 宝井其角
- 佐橋敏一 - 市川団十郎
- 水野浩 - 八橋検校
- 花房錦一 - 三吉
- 大村崑 - 辰
- 立松晃 - 山口
- 二代目 沢村宗之助 - 文七
- 国一太郎 - 田中
- 尾形伸之介 - 吉沢
- 有馬宏治 - 仁兵衛
- 岡島艶子 - おとき
- 七条友里子 - 若葉
- 汐路章 - 佐々木
- 波多野博 - 熊
- 戸塚新八 - 八
- 小泉健二 - 留
- 小田真士 - 与太
- 三好郁夫 - 吉

### ストーリー
舞台は17世紀末、江戸時代の日本、徳川綱吉（小柴幹治）の時代である。幕府の実権は、大老の柳沢吉保（柳永二郎）が握っていた。
伊那の虚空蔵山に、壇ノ浦の戦い以来の平家の村があった。その一族・伊那の小源太（大川橋蔵）が自らの館に娘を迎え入れた。名はお品（大川恵子）、父を柳沢吉保に殺されたという。吉保の妾おさめの方（日高澄子）に三味線の名器「山彦」を所望されたのを断ったのがその理由であった。小源太ら平氏の末裔は、柳沢吉保討つべしと江戸へ向かった。
小源太らは、将軍綱吉と柳沢吉保をいったんは屈服させるが、反撃に遭い大半の者達は討ち取られた。小源太は江戸城の堀に入水、虚空蔵山の村は攻められて全滅した。お品は奪われた「山彦」を追って江戸に向う。小源太と再会、入水した筈の小源太は画師の英一蝶（伊藤雄之助）に救われ、生きていた。小源太は一蝶の友人・島崎無二斎（大川橋蔵・二役）とそっくりだったため、無二斎は幕府の追っ手に狙われ、小源太として自害した。
小源太は、豪商・紀の国屋文左衛門（香川良介）がお品の父の友人であることを知る。文左衛門の手引きで、柳沢吉保の屋敷で行われている小源太の死を祝う盛大な宴に小源太は忍び込む。文左衛門が奉納する宝生流の能舞台の能役者に小源太は化けたのだ。小源太は無事に一族の敵を、お品は父の敵を討つことができた。

## ビブリオグラフィ
国立国会図書館蔵書。
- 初出 : 『キング』昭和9年1月号 - 昭和10年3月号、講談社、1934年 - 1935年
- 『恋山彦』、矢貴書店、1948年
- 『恋山彦』、桃源社、1952年
- 『吉川英治全集 12巻』、講談社、1969年
- 『恋山彦』、吉川英治文庫 36、講談社、1976年
- 『吉川英治全集 11』、吉川英明責任編集、講談社、1982年12月 ISBN 406146311X